# Bay (dụng cụ)

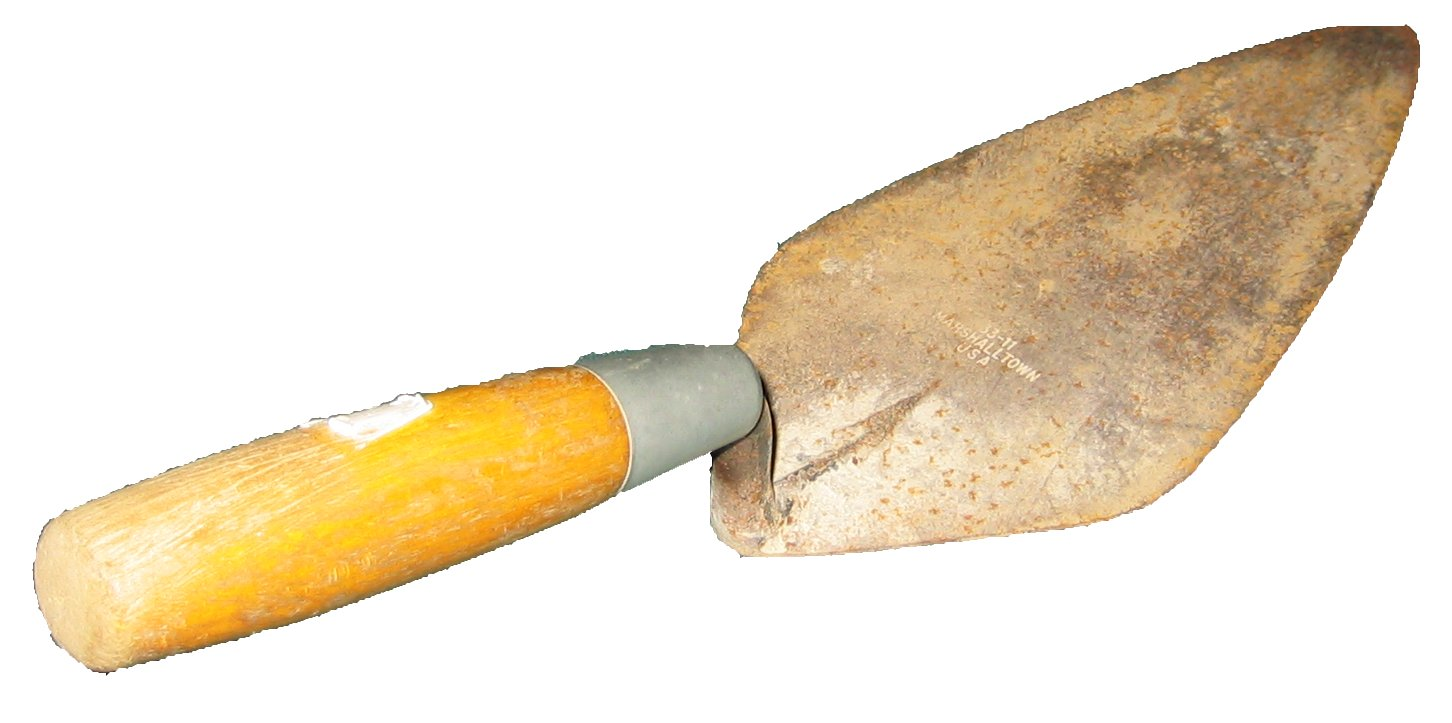
Bay thợ hồ

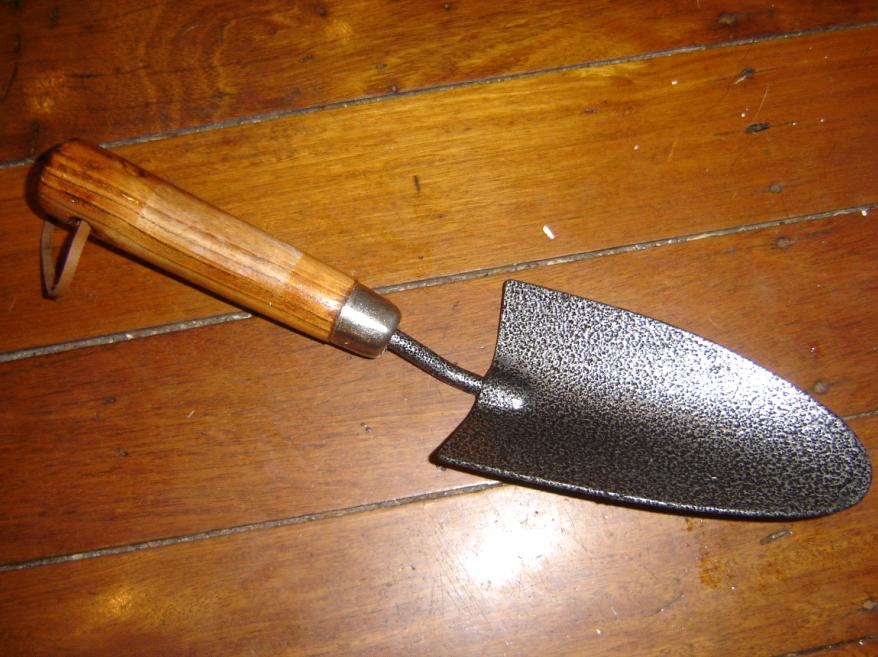
Bay làm vườn

Bay là dụng cụ cầm tay dùng để làm láng phẳng bề mặt sệt (bay thợ hồ) hoặc để đào vật chất tơi hay dạng hạt (bay làm vườn). Bay gồm lưỡi và tay cầm.
Bay thợ hồ là công cụ gồm lưỡi kim loại dẹt và tay cầm, dùng để làm bằng phẳng, trải và định hình các chất như xi măng, matít, vữa granitô, vữa xây trát (tức là hồ xây trát). Trong công tác xây trát, nó thường được dùng để tạo mạch vữa, gõ và chỉnh gạch theo dây xây và hệ dây lèo, đôi khi nó được dùng để chém gạch hoặc để tạo hình bằng hồ (đắp linh vật) hay dùng làm tơi cát. Bay thợ hồ (hay thợ xây) thường được sử dụng trong các công tác nề, như: xây các khối xây gạch đá (phổ biến nhất là khối xây đá), ngõa (lợp ngói), trát, ốp, lát, trát Granitô, bả matit trong sơn vôi. Thường khi xây khối xây gạch, dụng cụ dùng để xây là dao xây thì hiệu quả hơn bay: khi đó dao xây sẽ có hai chức năng (hai trong một): thao tác với vữa và thao tác với gạch. Nhưng khi xây đá (đặc biệt là khối xây đá hộc), cái bay trở nên hiệu quả hơn dao xây. Khi đó nó là dụng cụ chuyên thao tác với vữa: xúc vữa, rải vữa, phất vữa vào khe mạch, miết mạch vữa. Còn chức năng thao tác với vật liệu đá hộc, thì do một dụng cụ khác là cái búa (pha đá), một đầu có lưỡi dẹt để chém đá. Do các khối đá hộc thường có kích thước lớn hơn rất nhiều so với gạch và chúng thường có thớ nhất định. Người thợ muốn tạo được các viên đá có hình dạng như ý muốn (dạng phiến để lát, dạng nêm để trèn, dạng củ đậu để nhồi, hay dạng khối để khóa mạch,...) thì cần phải dùng búa. Như vậy, khi xây đá hộc cần kết hợp bay với búa để xây. Trong công tác trát, bay là dụng cụ để xúc vữa, nhào trộn vữa trên bàn xoa cho dẻo, bả vữa vào tường và trát. Bàn xoa sẽ làm nhiệm vụ là phẳng và làm nhẵn bề mặt trát.
Bay làm vườn có đầu lưỡi nhọn, lưỡi thường cong để múc được. Nó được dùng làm tơi đất, đào lỗ nhỏ, đặc biệt để trồng cây và làm cỏ, trộn phân bón hoặc các phụ chất khác. Nó cũng được dùng để di chuyển cây vào các chậu hay bình chứa.